# Megulung Lor
Megulung Lor is een bestuurslaag in het regentschap Purworejo van de provincie Midden-Java, Indonesië. Megulung Lor telt 802 inwoners (volkstelling 2010).